# Fred Kelly (Skilangläufer)
Fred Kelly (* 17. November 1952 in Fort Good Hope) ist ein ehemaliger kanadischer Skilangläufer.
Kelly, der für die Inuvik Ski Club startete, kam bei den Nordischen Skiweltmeisterschaften 1970 in Štrbské Pleso auf den 53. Platz über 15 km. Zwei Jahre später belegte er in Sapporo bei seiner einzigen Teilnahme an Olympischen Winterspielen den 49. Platz über 15 km und zusammen mit Roger Allen, Jarl Omholt-Jensen und Malcolm Hunter den 13. Platz in der Staffel.